# Damad Ali

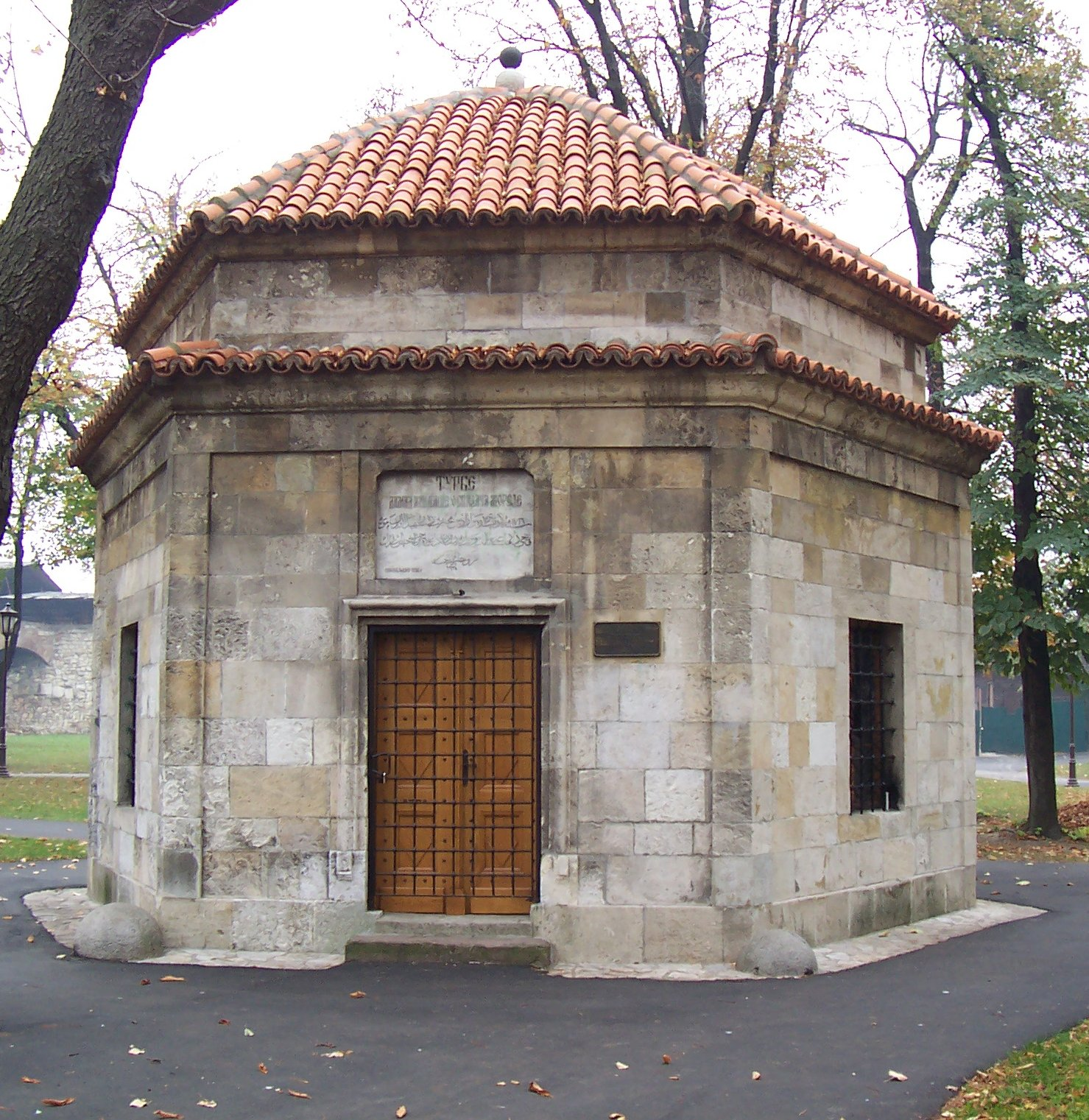
Hrob Damada Aliho v Bělehradě

Damad Ali, celým jménem Silahdar Damat Ali Paša, (1667 Nikaia – 5. srpna 1716 u Petrovaradína) byl turecký velkovezír, generál a vojevůdce.
Narodil se ve městě Nikaia (dnes İznik v Turecku), nedaleko Bursy. Jeho otec se jmenoval Haci Hüseyin. Mladý Damad Ali vystudoval internátní prestižní vojenskou školu Enderun v Istanbulu. Během panování Mustafy II. byl jmenován osobním tajemníkem sultána. V roce 1709 se zasnoubil s dcerou Ahmeta III., čímž získal titul "damat" (ženich) a zároveň byl jmenován druhým vezírem. Dne 27. dubna 1713 se stal velkovezírem. Krátce po svém jmenování uspěl v ratifikaci smlouvy Pruska s Ruskem, a tím zajistil severní hranici Osmanské říše.
Do začátku roku 1714 se jeho pozornost přesunula na poloostrov Morea (Peloponés) v jižním Řecku, který byl v držení Benátské republiky (Svaté Ligy) od Osmanské-benátské války v roce 1699 po Karlovický mír. Turci se nikdy nesmířili s jeho ztrátou. Když Benátčané poskytli útočiště rebelům z Černé Hory a někteří jejich obchodníci byli zapojeni do sporů s tureckým loďstvem, turecká vláda toho rychle využila jako záminku k vyhlášení války. Následná kampaň v roce 1715, kterou vedl osobně sám Damat Ali, skončila ohromným úspěchem Turků, protože celý poloostrov Morea dobyli opravdu rychle a s minimálním krveprolitím v řadách turecké armády. V roce 1716 v bitvě u Petrovaradína se mu už nedařilo tak jako v Řecku. Damad Ali se postavil do čela mohutné stošedesátitisícové armády proti sdružení osmdesátitří tisícům rakousko-uherských vojáků pod velením prince Evžena Savojského. Během bitvy 5. srpna 1716 Damad Ali Paša přišel o život. Jeho hrob se nachází v Bělehradě.